# JuVaughn Harrison
JuVaughn Harrison (JuVaughn Krishna Harrison; * 30. April 1999 in Huntsville, Alabama) ist ein US-amerikanischer Hoch- und Weitspringer. Im Juni 2021 wurde er in beiden Sprungdisziplinen US-Meister.

## Werdegang
Harrison wuchs in Huntsville als Sohn jamaikanischer Eltern auf. Sein Vater Dennis Blake nahm als 400-Meter-Sprinter in den 1990er-Jahren zweimal an Olympischen Spielen teil, seine Mutter Georgia Harrison lief im Leichtathletikteam der Alabama A&M. Zu Beginn seiner sportlichen Laufbahn trat Harrison unter dem Namen seines Vaters als JuVaughn Blake an. Zunächst spielte er in seiner Jugend Fußball und Basketball auf Wettkampfebene, ehe er sich gegen Ende der High-School-Zeit auf die Leichtathletik konzentrierte. In seinem letzten Schuljahr 2017 gewann er bei den Meisterschaften Alabamas vier Titel: im Hoch- und Weitsprung sowie im 110-Meter- und 300-Meter-Hürdenlauf.
Nach dem Abschluss an der Columbia High School in Huntsville begann Harrison 2017 ein medizintechnisches Studium (Major Biomedical Engineering) an der Louisiana State University (LSU). In dem von Dennis Shaver und Todd Lane betreuten dortigen Leichtathletikteam legte er seinen Fokus auf die beiden Sprungdisziplinen. Am Ende seines Freshman-Jahres qualifizierte er sich für das US-Team bei den U20-Weltmeisterschaften 2018 in Tampere, wo er Neunter im Weitsprung wurde und im Hochsprung mit einer persönlichen Bestleistung von 2,23 m die Bronzemedaille gewann. Im Folgejahr entschied er bei den von der NCAA organisierten US-Collegemeisterschaften als erster Sportler sowohl den Hochsprung als auch den Weitsprung für sich. Nach einer mehrmonatigen Wettkampfunterbrechung wegen der COVID-19-Pandemie wiederholte er diesen Erfolg im März 2021 bei den NCAA-Hallenmeisterschaften und drei Monate später erneut bei den NCAA-Freiluftmeisterschaften.
Mit seinen im Frühjahr 2021 aufgestellten persönlichen Bestleistungen von 2,36 m im Hochsprung und 8,47 m im Weitsprung übertraf Harrison als erster Leichtathlet sowohl die 2,30-Meter-Marke im Hochsprung als auch die 8,40-Meter-Marke im Weitsprung. Am 27. Juni 2021 gewann er bei den U.S. Olympic Trials – gleichzeitig die US-Meisterschaften und die Qualifikation für die Olympischen Spiele in Tokio – die Wettbewerbe in beiden Disziplinen. Damit qualifizierte er sich als erster US-amerikanischer Mann seit Jim Thorpe 1912 für beide Wettkämpfe bei den gleichen Olympischen Spielen. Er zog in Tokio in beide Finals ein und belegte erst den siebten Platz im Hochsprung und 15 Stunden später Rang fünf im Weitsprung, wo er mit einer Weite von 8,15 m eine Medaille um sechs Zentimeter verpasste.
Bei den Leichtathletik-Weltmeisterschaften 2023 in Budapest eroberte er die Silbermedaille im Hochsprung.

## Persönliches
Harrison hat einen jüngeren Bruder, der ebenfalls an der Louisiana State University studiert. Während Harrisons zweitem Jahr an der LSU war der schwedische Stabhochspringer Armand Duplantis sein Zimmernachbar.